# Sông Kazanka
Sông Kazanka hay sông Qazansu (tiếng Nga: Казанка; tiếng Tatar: Казансу, đã Latinh hoá: Qazansu) là một con sông nhỏ tại Cộng hòa Tatarstan, Nga, chi lưu phía tả ngạn của sông Volga. Nó bắt nguồn từ gần làng Bimeri, huyện Arsky và đổ vào hồ chứa nước Kuybyshev tại thành phố Kazan, gần điện Kremli ở thành phố này. Một điểm dân cư lớn khác bên bờ sông Kazanka là thị trấn Arsk ở phía đông bắc thành phố này. Trên bờ sông này còn có Iske Qazan (Kazan cổ) lịch sử. Nó dài 142 km. Các chi ưu của nó có Iya, sông Kismes, sông Shimyakovka và sông Sölä (Sula). Lưu lượng tối đa đạt 299 m³/s (gần cửa sông), độ khoáng hóa tối thiểu 400–1000 mg/l. Hiện tại nó được coi là di tích thiên nhiên tại Tatarstan.
Trong quá trình xây dựng hồ chứa nước Kuybyshev, phần trũng nhất của thung lũng sông Kazanka đã bị ngập lụt. Một phần của lòng sông bị tách rời khỏi hồ chứa nước bằng các con đập, lòng sông mới đã được tạo ra.